# Предраг Динуловић
Предраг Динуловић (Нови Сад, 23. децембар 1917 — Београд, 4. август 1991) био је српски позоришни редитељ и управник више позоришта у Југославији и Србији.

## Биографија
Предраг Динуловић рођен је 23. децембра 1917. године, у Новом Саду. Потиче из глумачке породице, отац Радивоје (рођ. Рудолф Бенедикт), редитељ и управник свог путујућег позоришта, мајка Слава, глумица и сестра Мила удата Величковић, глумица. Рођен је на једном од гостовања очевог путујућег позоришта. Због очевих честих путовања и мењања посла, школовао се у различитим местима у Југославији. Завршио је драмски одсек при Музичкој академији у Београду, непосредно пред Други светски рат. 
Мобилисан је почетком 1941. године, као млади резервни официр војске Краљевине Југославије, али је убрзо заробљен и одведен у логор у Нирнбергу. У заробљеничким позориштима почео је своје глумачко и редитељско деловање. Са групом истомишљеника у логору Офлаг XIII Б и у Хамелбергу оснива позориште, припрема представе и игра у њима све до ослобођења. 
По повратку из заробљеништва, постао је управник и редитељ Народног позоришта у Нишу (1945–1949), а потом краће време радио као редитељ у Народном позоришту у Београду. Најдуже је, као управник и редитељ, у континуитету радио у Београдском драмском позоришту (1950–1964), у којем је режирао низ значајних представа (једна од најзначајнијих је Смрт трговачког путника А. Милера). Залагао се за постављање савременијег домаћег и страног репертоара, као и примену модернијег стила режије и глумачке интерпретације.
Од 1968. до 1972. године био је на челу Народног позоришта Босанске Крајине, у Бања Луци, где је радио и као редитељ и доживео свој најзрелији уметнички рад. Овај театар успео је да обнови и модернизује после катастрофалног земљотреса. 
После краћег времена проведеног у позориштима у Сомбору и Бања Луци, до краја каријере радио је као директор драме у Народном позоришту у Београду (1974–1979). Својим режијама Смрти трговачког путника, Артура Милера и Вучјака, Мирослава Крлеже, сврстао се у ред најбољих југословенских редитеља. Као гост, режирао је у Пољској и Бугарској, а сарађивао је и са позоришним аматерима. 
На сахрани Јурија Ракитина, опростио се у име Удружења драмских уметника Србије. Учествовао је на прослави 90 година од оснивања Српског народног позоришта.